# Daniil Gleichenhaus
Daniil Márkovich Gleichenhaus (o Gleijengáuz, en ruso: Даниил Маркович Глейхенгауз; Moscú, Rusia; 3 de junio de 1991) es un patinador artístico retirado y actualmente entrenador de patinaje sobre hielo. Compitió en danza sobre hielo y patinaje individual. En patinaje individual masculino fue medallista de bronce del Campeonato Nacional Júnior de Rusia en 2007 y participó en el Campeonato Mundial Júnior de 2007.

## Carrera profesional
Su inicio en el patinaje competitivo fue en la modalidad de patinaje individual. Estuvo en posiciones de podio en el Campeonato Nacional de Rusia en el año 2007, donde ganó la medalla de bronce y fue asignado para competir en el Campeonato Mundial Júnior del mismo año, donde quedó en el lugar 19. Su entrenador como patinador individual fue Viktor Kudriavtsev. Al dejar el patinaje individual en 2009, Gleichenhaus comenzó la temporada 2010-2011 en la modalidad de danza sobre hielo, donde fue pareja de Ksenia Korobkova, tuvieron su debut internacional en el Trofeo NRW de 2011, participando en el nivel júnior, sus entrenadores fueron Aleksander Zhulin y Oleg Volkov. Tras su poca participación competitiva en danza sobre hielo, Gleichenhaus se retiró del patinaje competitivo tras la muerte de su padre. Más adelante comenzó a aparecer en espectáculos de patinaje sobre hielo, sobre todo colaborando con el patinador y coreógrafo Ilya Averbukh. En el año 2014 comenzó una carrera como coreógrafo en el club deportivo Sambo 70, dentro del grupo de trabajo de la entrenadora Eteri Tutberidze, la madre de Gleichenhaus, Lyudmila Borisovna Shalashova, también trabajó con el grupo de Tutberidze como profesora de ballet, hasta su muerte en agosto de 2019.

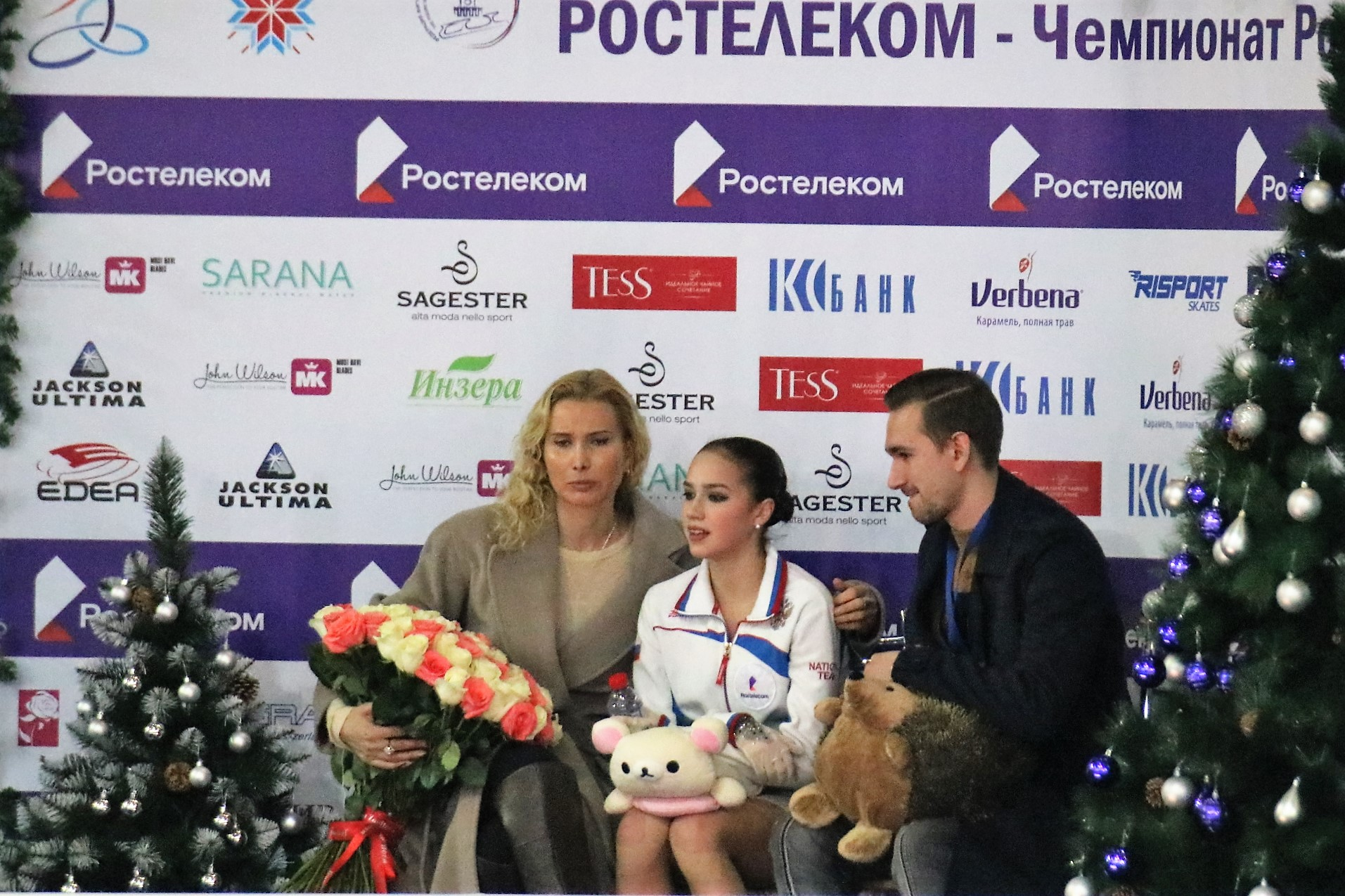
Gleichenhaus junto a Eteri Tutberidze y Alina Zaguítova en 2018.

### Programas realizados
| Temporada | Programa corto                        | Programa libre |
| --------- | ------------------------------------- | --- |
| 2006–2007 | - Sarabande de George Frideric Handel | - Harlem Nocturne de Earle Hagen - Jalousie 'Tango Tzigane' de Jacob Gade - Top Hat de Irving Berlin - Rock'n'Roll de Bill Haley |

### Resultados competitivos

#### En danza sobre hielo
| Internacional        | Internacional       |
| Evento               | Temporada 2011–2012 |
| -------------------- | ------------------- |
| Trofeo NRW           | 1                   |
| Pavel Roman Memorial | 1                   |
| Nacional             |                     |
| Nacionales rusos     | 11                  |

#### En patinaje individual
| Internacional     | Internacional | Internacional | Internacional | Internacional | Internacional |
| Evento            | 02–03         | 05–06         | 06–07         | 07–08         | 08–09         |
| ----------------- | ------------- | ------------- | ------------- | ------------- | ------------- |
| Mundial júnior    |               |               | 19            |               |               |
| Grand Prix Júnior |               |               |               | 5             |               |
| Grand Prix Júnior |               | 7             |               |               |               |
| Trofeo Triglav    | 8             |               |               |               |               |
| Nacional          |               |               |               |               |               |
| Campeonato ruso   |               |               |               | 17            |               |
| Campeonato júnior |               |               | 3             | 9             | 8             |